# Luc-sur-Aude
Luc-sur-Aude ist eine französische Gemeinde mit 253 Einwohnern (Stand: 1. Januar 2022) im Département Aude in der Region Okzitanie. Sie gehört zum Kanton La Haute-Vallée de l’Aude und zum Arrondissement Limoux. 

## Lage
Das Gemeindegebiet ist Teil des Regionalen Naturparks Corbières-Fenouillèdes.
Die Aude bildet die westliche Gemeindegrenze. Nachbargemeinden sind Alet-les-Bains im Norden, Véraza im Nordosten, Peyrolles im Osten, Cassaignes im Südosten, Coustaussa im Süden, Couiza im Südwesten und Montazels im Westen.

## Bevölkerungsentwicklung
| Jahr      | 1962 | 1968 | 1975 | 1982 | 1990 | 1999 | 2007 | 2018 |
| --------- | ---- | ---- | ---- | ---- | ---- | ---- | ---- | ---- |
| Einwohner | 122  | 109  | 113  | 130  | 199  | 173  | 190  | 246  |